# Kazba Alžira
Kazba Alžira je kazba (ar.: قصبة‎, tj. "citadela") i tradicionalna četvrt oko citadele grada Alžira. Kazba je nastala kao medina (utvrđeni stari grad) koji je gledao na otoke na kojima je još u 4. stoljeću pr. Kr. Kartaga osnovala svoje kolonije. Kao jedinstveni islamski stari grad s ostacima citadele, osmanskih palača i tradicionalnih kuća, koji je utjecao na oblik mnogih drugih gradova Magreba, 1992. godine upisana je na UNESCO-ov popis mjesta svjetske baštine u Africi. Pored brojnih sačuvanih hamama (javna kupatila), džamija i sokaka (natkrivene tržnice), u tradicionalnim kućama tu danas živi oko 50,000 stanovnika.

## Povijest
Alžirska kazba je osnovana na ostacima antičkog Icosiuma. To je bio maleni grad na brdu iznad mora koji je bio podijeljen na dva dijela: Gornji i Donji grad. Njime su vladali Feničani, Rimljani, Berberi i Arapi.
God. 1516., turski gusar-plaćenik, Khair-al-Din, je osnovao Alžir kao prijestolnicu osmanskog dijela alžirske obale. Alžirski beg je djelovao podosta neovisno od središta Osmanskog carstva u Istanbulu, što je dovelo do vojnog i gospodarskog procvata Alžira. Izgradnja grada se nastavila do 17. stoljeća, i iako je Alžir bio turski grad u njegovoj arhitekturi su se kombinirali utjecaji arapsko-mediteranske arhitekture s turskom vojnom arhitekturom u kojem ova druga nije nikada dominirala. Sam lokalitet je uvjetovao nastanak dugih vijugavih ulica i izmjenjivih meandara ulica antičkog grada.
Tijekom francuske okupacije (1830. – 1962.) neki dijelovi grada su uništeni, većinom zbog nerazumijevanja zapadnjaka za islamsku arhitekturu, ali se od 1920-ih pokušava očuvati Stari grad. Zaštita Kazbe se počela provoditi 1970-ih, a u pravo je u tijeku obnova tradicionalnih građevina, ali i vješta modernizacija infrastrukture Kazbe na takav način da se neće narušiti integritet starog grada.
No, Reuters je u kolovozu 2008. godine objavio kako je Kazba u stanju nebrige i nekim dijelovima prijeti urušavanje.

## Odlike
Osim originalnog arapsko-mediteranskog plana grada koji se pruža od citadele na brdu, sve do morske obale i luke, grad je prepun raskošno uređenih privatnih kuća koje svjedoče o bogatstvu Alžira u 16. stoljeću. Tu su također i palača reisa Dar Aziza, ali i džamije kao što su:
- Almoravidska Džamija El Kebir koja je najstarija u gradu, ali joj je današnji izgled iz 1794. godine
- Džamija Reisa Alije Betčnina iz 1623. godine
- Osmanska Džamija el Džedid iz 1660. godine s velikom kupolom iznad četiri manje
- Džamija Ketčua s dva minareta koju je 1794. godine izgradio Beg Baba Hasan

- Ulica u Kazbi 1950.
- Krovovi kazbe
- Džamija el Džedid 1890.
- Dvorište Reisove palače
- Džamija Ketčua

## Vanjske poveznice
- Smith, Craig S. 23. srpnja 2006. The Crumbling of the Casbah. The New York Times. Pristupljeno 8. veljače 2008.CS1 održavanje: datum i godina (link)
- Hammer, Joshua. Srpanj 2007. Save the Casbah. Smithsonian. Inačica izvorne stranice arhivirana 14. rujna 2012. Pristupljeno 19. svibnja 2011.